# Villa Gerarda
Villa Gerarda ligt aan de Kampstraat in Baarn in de provincie Utrecht. Het huis werd in 1904 ontworpen door C. Sweris.
Het vrijstaande woonhuis staat haaks op de Kampstraat met rechts een serre. Boven de serre is een inpandig balkon met stijlen. De ingang zit in de linker zijgevel. De geveltop is met hout betimmerd. Op verschillende hoogten van het huis zijn horizontale banden van gele baksteen gemetseld.
Tevens is hier een legendarisch 21 diner gehouden